# Death metal
El death metal (en català "metall de la mort") és un subgènere de la música metal caracteritzat per la seva agressivitat i per l'ús de veus guturals, combinades amb una gran velocitat en l'execució i freqüents canvis de temps. Una altra característica destacable és la seva temàtica de violència explícita, sovint relacionada amb tòpics com l'assassinat i el gore.

## Història

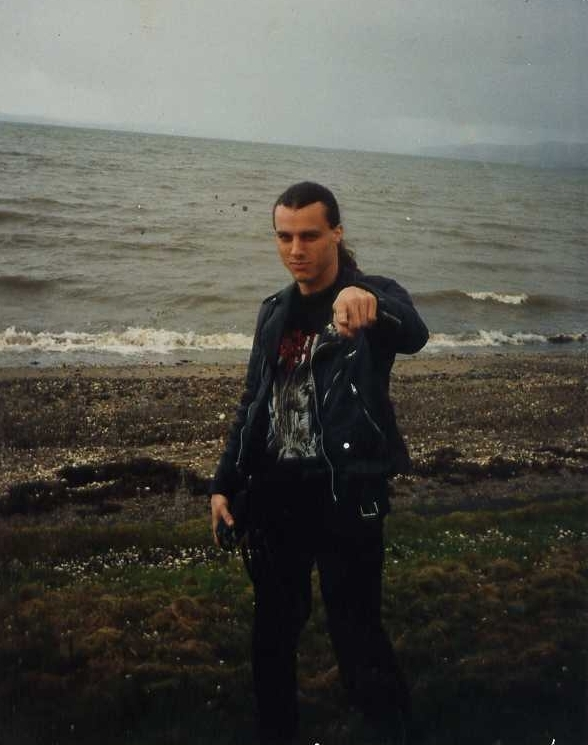
En Chuck Schuldiner de Death, "llargament reconegut com el pare del death metal"

El death metal va sorgir a mitjans dels anys vuitanta, sota l'escena de metal underground que hi havia aleshores. El gènere, herència directa del thrash metal (tot i que amb alguna influència del black metal primari), prompte va assolir una bona popularitat entre els seguidors del metal.
Sovint se sol anomenar la banda Death com la iniciadora, i altres com Possessed, Morbid Angel o Obituary com les pioneres d'aquest. Des de llavors, el gènere ha anat evolucionant i diversificant-se, dividint-se així en nombrosos subgèneres com el death metal melòdic, el brutal death metal o el death metal tècnic. També han sorgit nombrosos grups que el fusionen amb altres gèneres, des d'alguns més extrems com el grindcore, donant lloc a l'anomenat deathgrind (bandes com Anal Cunt o Asesino); fins altres més melòdics com el metal progressiu (Opeth, Scar Symmetry) o el power metal (Children of Bodom).
Pel que fa al nom del gènere, no hi ha acord comú sobre quin pot ser l'origen: alguns afirmen que es tracta del títol del disc Death by metal, dels pioners Death; d'altres consideren que prové de la cançó Death Metal del disc Seven Churchs de Possessed; mentre que d'altres opinen que el nom és simplement un derivat del nom dels iniciadors (Death's metal, "el metal de Death").

## Característiques musicals

### Instrumentació

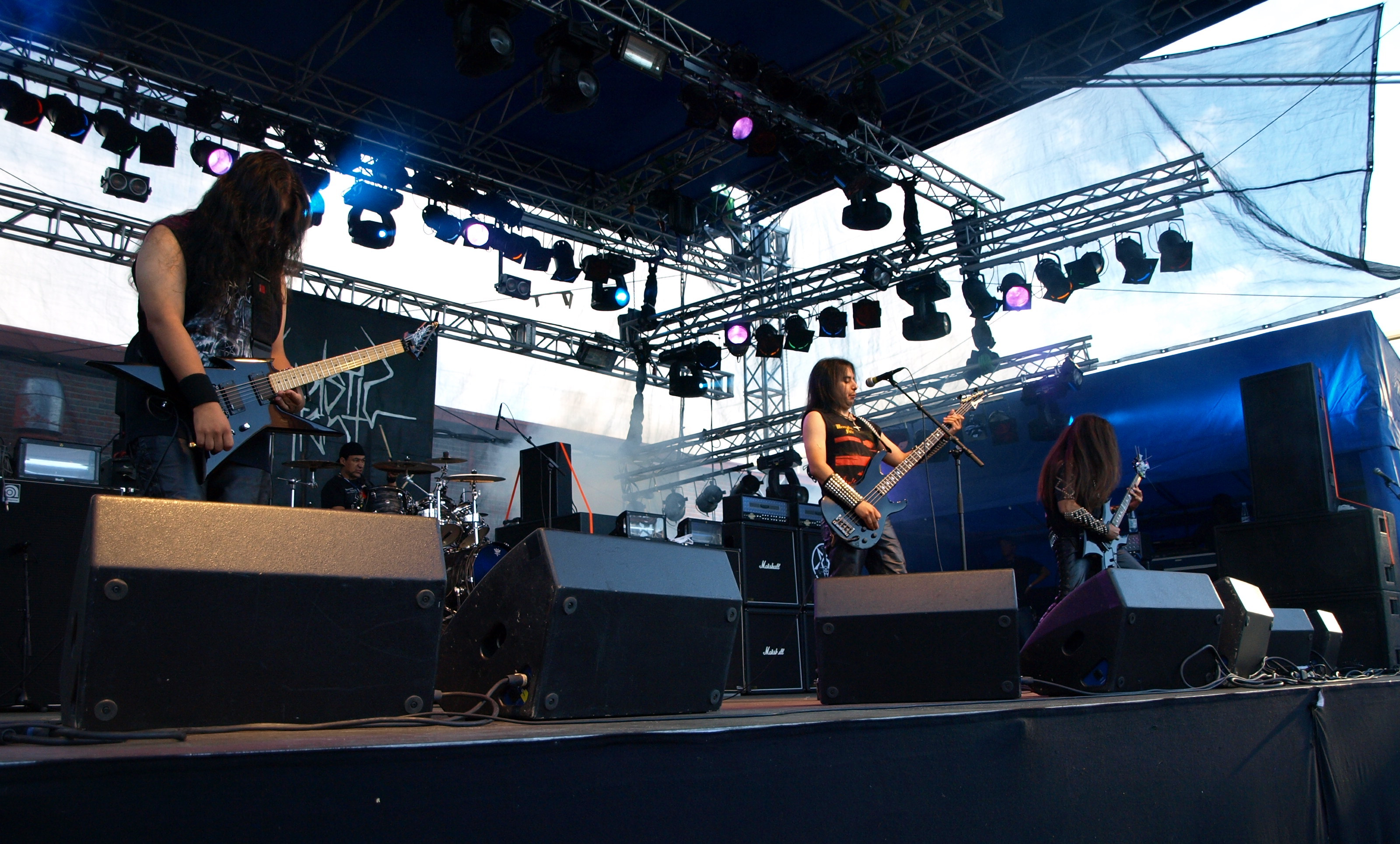
Instrumentació típica del death metal.

El death metal es caracteritza principalment per l'ús freqüent de veus guturals, la gran velocitat d'execució heretada del thrash metal i els freqüents canvis de temps. Sovint s'usen dos guitarristes en comptes d'un, i la bateria sol ser de dos bombos o de bombo de doble pedal. Les guitarres tenen en moltes ocasions un so distorsionat, i el ritme de la percussió és quasi sempre molt ràpid. L'estructura és bastant complexa, incloent progressions harmòniques i parts d'una dificultat instrumental considerable.

### Lletres

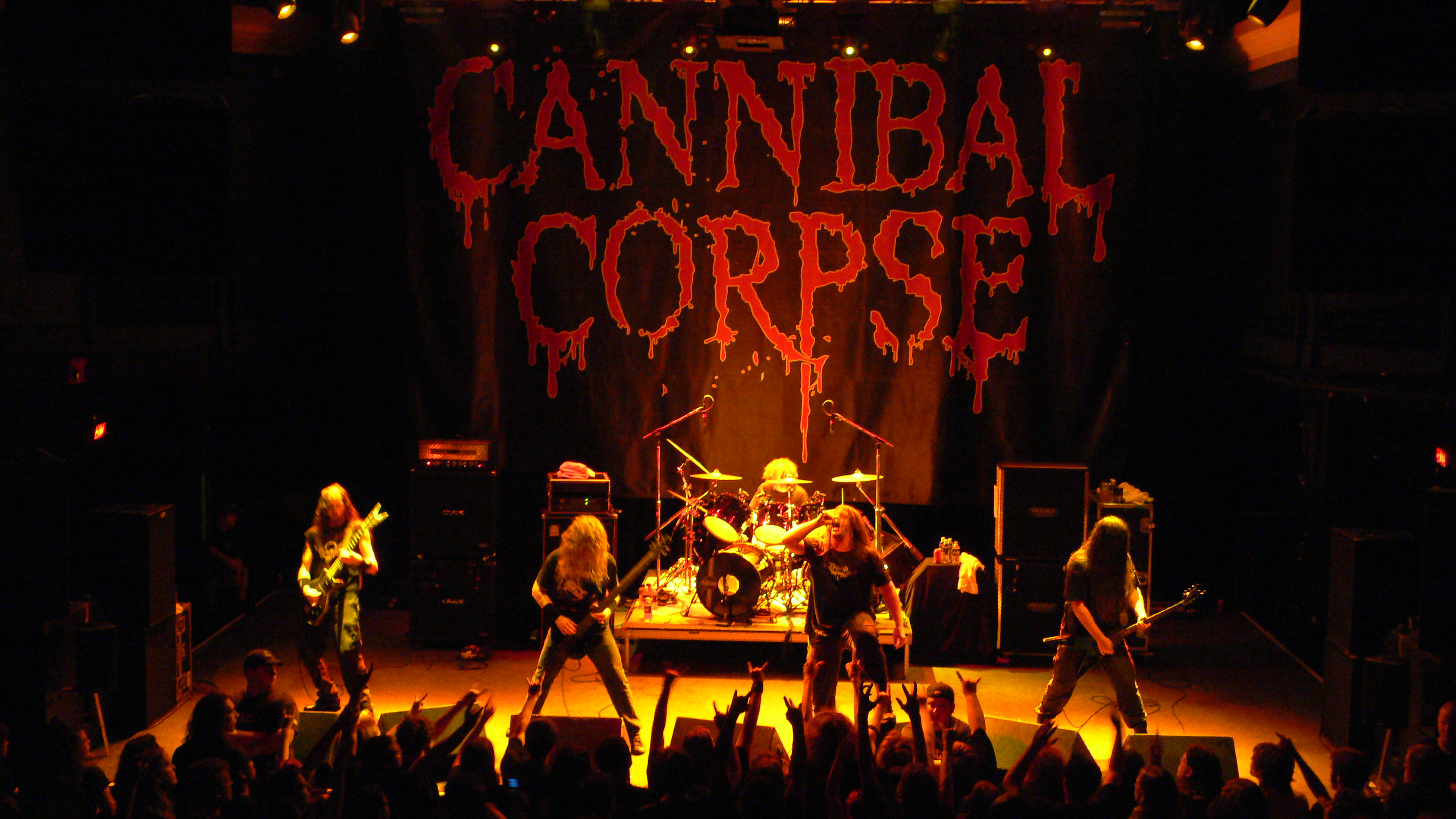
Els temes foscos i violents són recurrents al death metal.

Els temes lírics acostumen a estar relacionats amb la violència, la sang i àdhuc el satanisme; però també hi tracten altres temes de caràcter social, personal, i fins i tot filosòfic. Les veus guturals acompanyen aquests tòpics, creant així una atmosfera d'agressivitat (tot i que no tan present com l'atmosfera sinistra del black metal). La mort és un tema recurrent, com també les mutilacions i la tortura, arribant fins i tot al punt de tractar temes com el canibalisme, la violació o la necrofília. Aquesta temàtica provocadora és present en especial al brutal death metal i al deathgrind, juntament amb alguns grups del death metal primari; mentre que als altres subgèneres la temàtica no sol ser tan agressiva i se centra més a temes personals (moltes vegades negatius, però) o filosòfics, aquests últims especialment al death metal progressiu i death metal tècnic.
Castrator és un grup de death metal de temàtica feminista amb lletres violentes.

## Subgèneres

### Brutal death metal

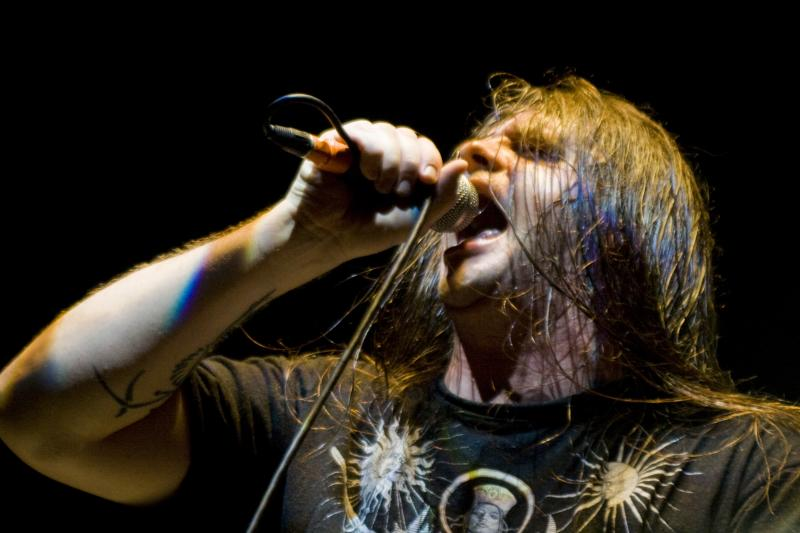
En George "Corpsegrinder" Fisher, vocalista de Cannibal Corpse.

El brutal death metal, o simplement brutal death, és un subgènere del death metal que es caracteritza per l'extrema brutalitat i agressivitat. Sorgit a mitjans dels anys vuitanta de la mà de grups com Obituary, Cannibal Corpse o Suffocation, és sovint considerat el subgènere més extrem de la música metal.
Musicalment, es caracteritza per la gran velocitat de bateria (superior a la del death metal tradicional), el desordre (a voltes caòtic) de les composicions, la gran distorsió de les guitarres, i el baix en concordança amb el bombo de la bateria. Les veus són sempre guturals, però més profundes que al death metal i, sovint, més inintel·ligibles. Les lletres acostumen a tractar violència explícita, amb temes relacionats amb la sang, el gore i el canibalisme, entre d'altres. Les portades dels discs sovint reflecteixen aquesta temàtica, i n'hi ha hagut algunes tan censurades com Forensick de Disgorge o Eaten Back to Life de Cannibal Corpse.
Actualment, tot i que gran part dels grups continuen amb la temàtica agressiva, hi ha algunes bandes que tracten de donar un nou caire a aquest subgènere, amb melodies més elaborades i lletres que tracten altres temes, des de la ment humana fins a la ciència (astronomia, química, física), com en són bons exemples Wormed o Devourment.

### Death metal melòdic

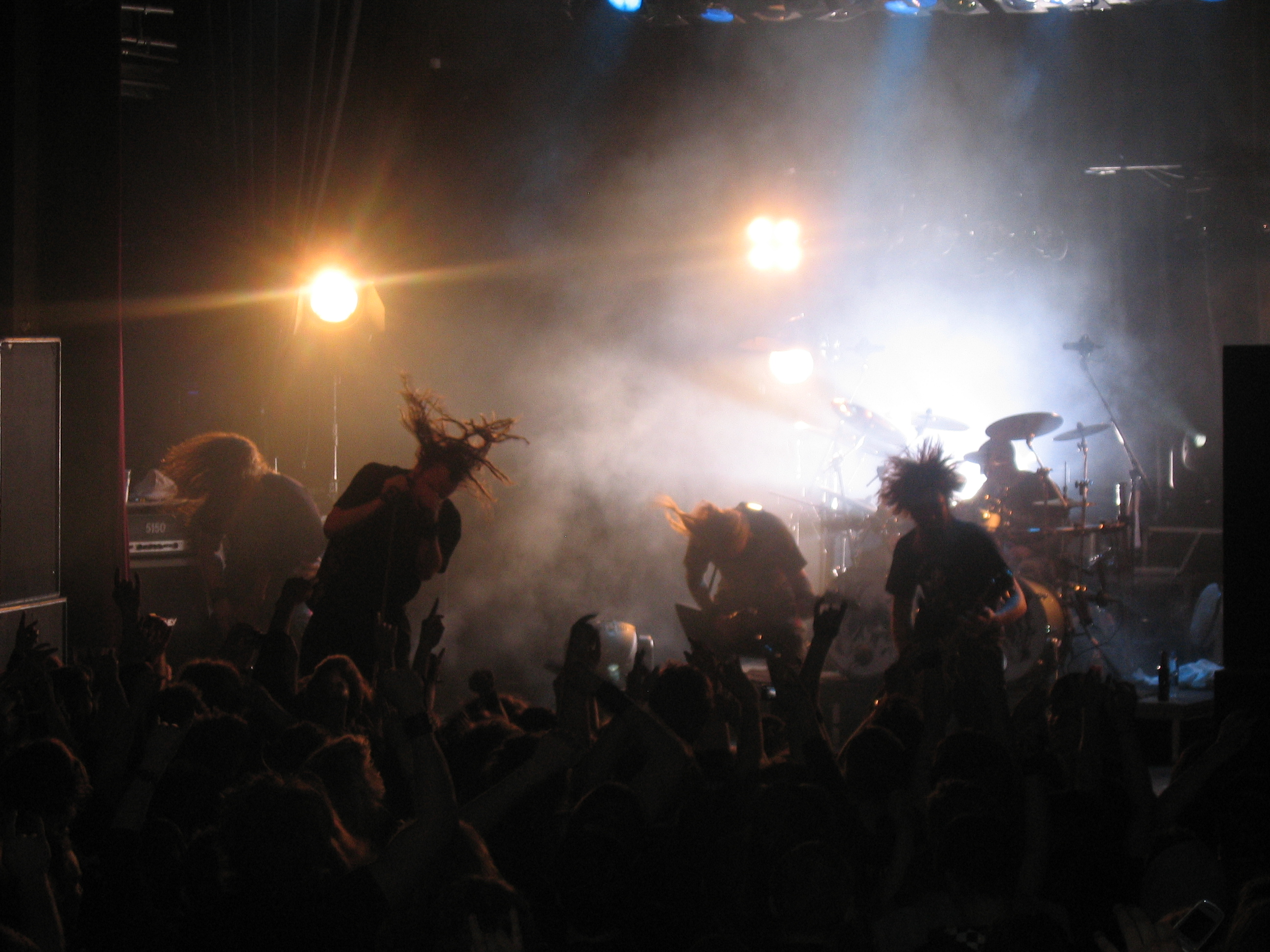
In Flames, pioners del death metal melòdic.

El death metal melòdic, a voltes abreujat a melodeath, és un subgènere del death metal caracteritzat per la riquesa melòdica de les composicions en contrast amb la resta dels subgèneres del death metal. Sorgit a principis dels anys noranta a Suècia (concretament a la ciutat de Göteborg), se sol considerar les bandes In Flames, At the Gates i Dark Tranquillity com les pioneres del gènere, que compta amb una gran escena local a Escandinàvia.
Musicalment, els riffs de guitarra són molt més melòdics que al death metal convencional, i sovint s'hi incorporen teclats musicals per amortir el dur so del death metal. A més, a voltes s'usen també altres instruments que no són propis del death metal, com els sintetitzadors (Fear Factory o Soilwork, per exemple). Pel que fa a les veus, tot i que predominen les guturals, moltes vegades són alternades amb veus netes(grups com In Flames o Scar Symmetry en són clars exemples).
El gènere conserva la bateria de doble bombo típica del death metal, però aplega del NWOBHM la velocitat i l'harmonia dels riffs de guitarra.
Les lletres, tot i que no abandonen del tot la temàtica agressiva, passen a un nivell més personal i íntim, sense violència explícita i amb un caire més poètic. No obstant això, l'obscuritat i la negativitat continuen presents, i és bastant comú que els grups d'aquest gènere cantin sobre experiències traumàtiques i mals records.

### Death metal tècnic

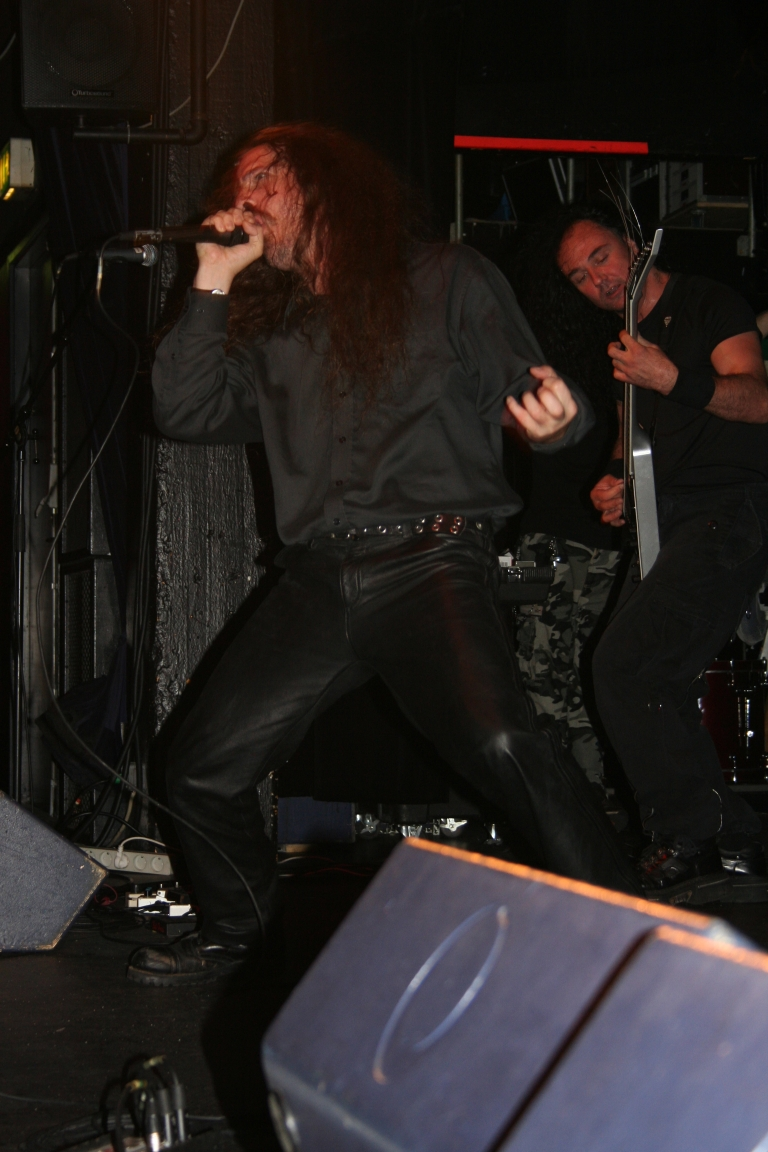
Cryptopsy, una banda de death metal tècnic.

El death metal tècnic és un subgènere del death metal caracteritzat per la gran complexitat dels riffs de guitarra i de les estructures musicals. Sorgit a finals dels anys anys vuitanta de la mà de bandes com Atheist, Cynic o els mateixos Death, se centra més en la interpretació de passatges de gran complexitat tècnica que en el so agressiu del death metal primari, i sovint incorpora elements del jazz o del rock progressiu. Per aquesta raó, moltes vegades se sol afirmar que és el mateix que el death metal progressiu, i ambdós gèneres es confonen mútuament. El death metal tècnic, però, no sempre se centra en la melodia, sinó més en la dificultat, i per això molts grups són catalogats alhora dins del death metal tècnic i altres subgèneres més extrems que res tenen a veure amb la música progressiva, com és el cas de Cannibal Corpse (se'l classifica dins del brutal death metal per la brutalitat de les seves composicions, però també en el death metal tècnic per la dificultat instrumental).
Algunes de les bandes més representatives són Aeon, Cynic o Atheist.

## Gèneres de fusió

### Death/doom

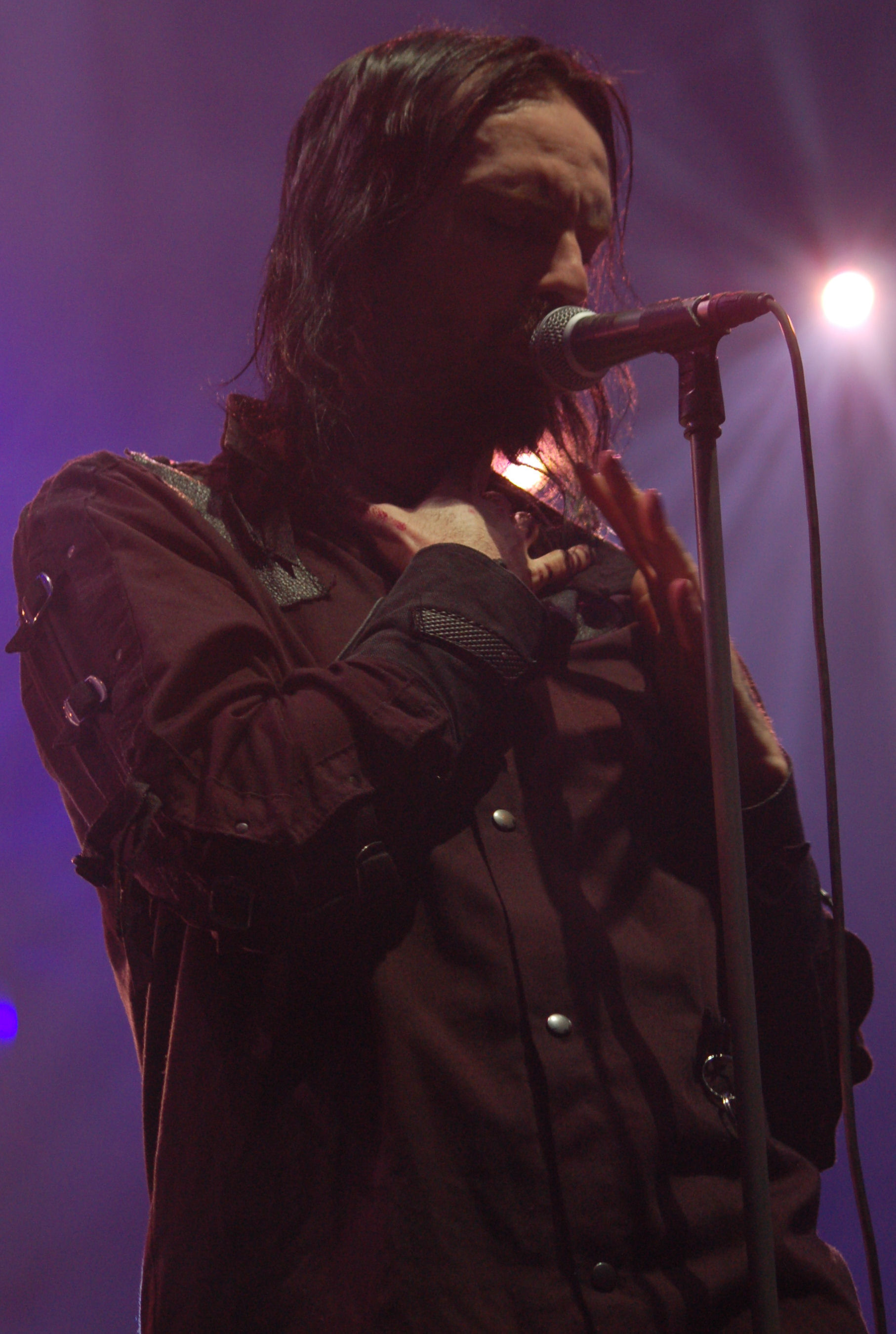
My Dying Bride al Metalmania 2007.

El death/doom és la fusió entre el doom metal i el death metal. Musicalment, té un so similar al doom metal, amb melodies tristes i pesades, tempos lents i un so greu. A tot açò se li incorpora elements del death metal que fan que adquireixi agressivitat, com les veus guturals, un ritme més veloç que el doom tradicional, i una major intensitat.
Va sorgir a Anglaterra a principis dels anys noranta, de la mà de bandes com Cathedral o Paradise Lost. Posteriorment va ser continuat per bandes com Theatre of Tragedy, Anathema, o My Diying Bride; i eventualment se li van anar incorporant nous elements, com orquestració, efectes electrònics (influència industrial de grups com Theatre of Tragedy o Samael), i fins i tot elements de la música progressiva, com van fer Katatonia. Açò va fer que derivés en un nou subgènere, l'anomenat "soft death/doom".
També va tindre gran influència en el sorgiment d'altres subgèneres del doom metal, com el funeral doom; i va influir àdhuc en la creació d'altres gèneres més melòdics i romàntics, com el metal gòtic.

### Deathgrind
El deathgrind és un gènere de fusió que combina la brutalitat del brutal death metal amb la velocitat i brevedat del grindcore. Sorgit cap al final dels anys vuitanta als EUA i a Anglaterra, constitueix, juntament amb el pornogrind, un subgènere del goregrind. La principal diferència amb el brutal death metal habitual és la curta duració de les composicions, que no solen sobrepassar els tres minuts; mentre que la diferència que el marca com a distint del grindcore és la presència de solos i un allunyament del hardcore punk en favor de la brutalitat. Alguns dels grups més representatius són Anal Cunt, Brujería, i Terrorizer.

### Blackened death metal

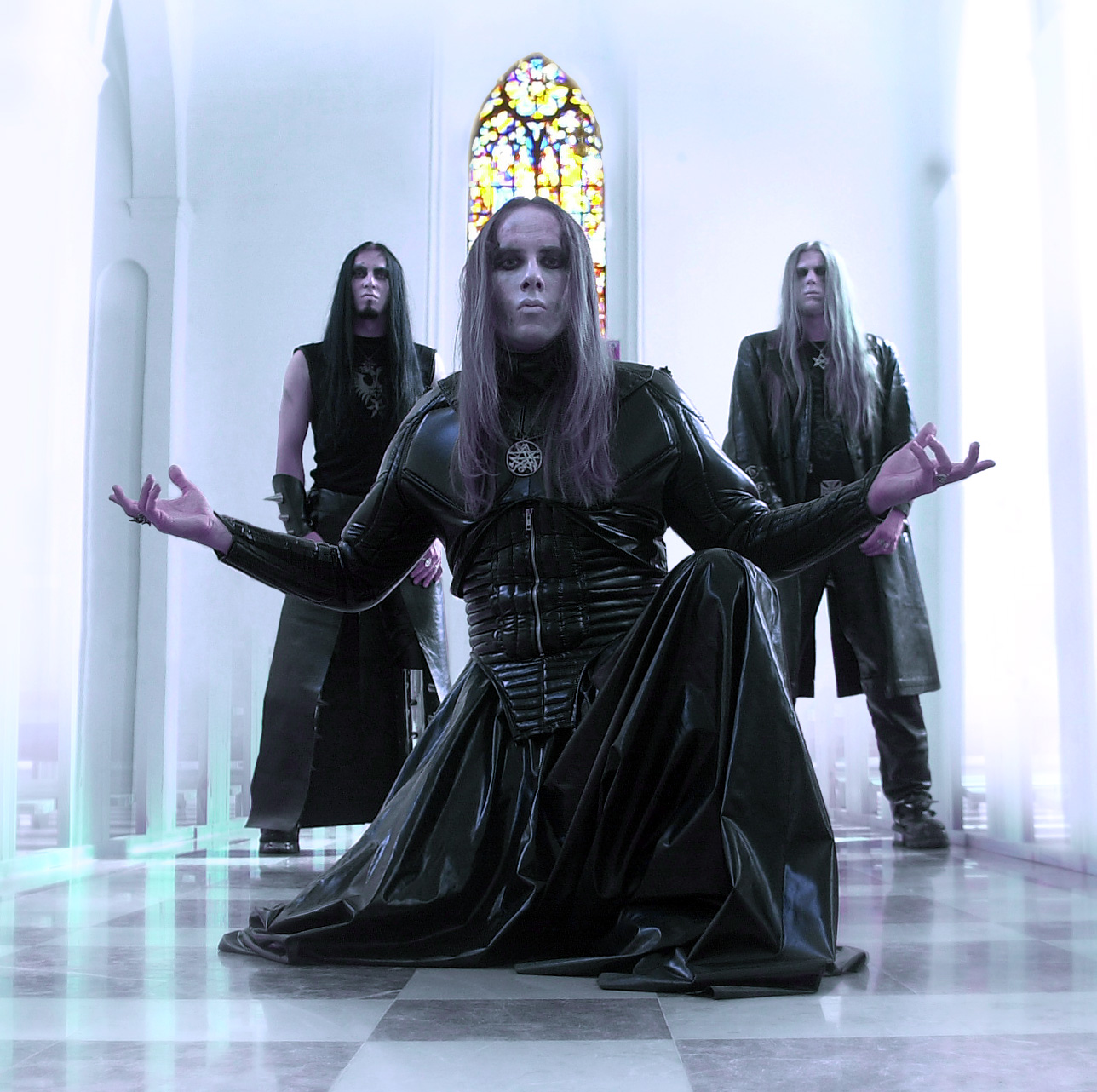
Behemoth, una banda de blackened death metal.

El blackened death metal és un gènere que incorpora l'atmosfera i la temàtica pròpies del black metal al so agressiu del death metal. Les bandes sovint tendeixen a incorporar una major repetició dels riffs de guitarra, i la temàtica general, així com la imatge, és la relacionada amb el satanisme i l'ocultisme. L'estil va sorgir influït pel so de bandes com Sarcófago, Blasphemy, Beherit i Impaled Nazarene, i ha estat desenvolupat darrerament durant la meitat dels anys noranta per bandes com Belphegor, Behemoth, Akercocke, Zyklon i Sacramentum.

### Deathrash
El deathrash sorgeix de la combinació del death metal amb thrash metal. És, essencialment, death metal amb una influència del thrash major de l'habitual. Els riffs de guitarra acostumen a ser molt semblants als del thrash metal, amb so pesat i potent; les veus, però, són les pròpies del death metal. També la temàtica s'apropa més a la del thrash, combinant lletres agressives amb crítica social. Com a bandes, cal destacar Vader, Kreator, Sodom, Morbid Angel i Sepultura.

### Deathcore

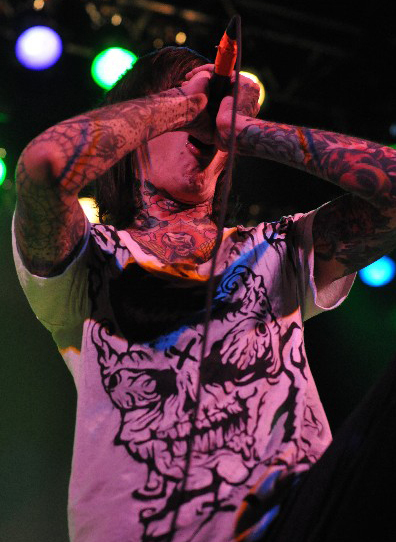
Bring me the Horizon, exponents del deathcore.

Cap a principis del segle xxi, i amb l'ascens de la popularitat del metalcore, moltes bandes van començar a incorporar elements típics d'aquest gènere al so del death metal. Impulsat per la banda Job for a Cowboy, el deathcore ha assolit un bon nivell de popularitat al sud-oest dels Estats Units, especialment a Arizona i a Califòrnia, d'on hi provenen gran part de les bandes i on se celebren nombrosos festivals.
Musicalment, el so del deathcore es caracteritza per combinar els breakdowns i els riffs de guitarra melòdics propis del metalcore amb guitarres distorsionades i més agressives que les del metalcore tradicional. L'atmosfera aconseguida, doncs, sol ser diferent a la del death metal, i sovint més propera a la del metalcore, tot mantenint el blast beat de la bateria. Un altre aspecte de la influència del metalcore és l'ús altern de les veus netes amb altres de guturals, tot predominant aquestes últimes. Les lletres s'aparten de la temàtica gore per fer lloc a una temàtica més centrada en allò personal o en aspectes socials.
Algunes de les bandes més representatives són els pioners Job for a Cowboy, Suicide Silence, o els britànics Bring me the Horizon.

### Death metal progressiu
El death metal progressiu és la fusió del death metal amb el metal progressiu, gènere del que incorpora principalment els tempos característics i la complexitat de les composicions. La banda sueca Opeth en són sovint considerats els iniciadors, tot i que altres bandes, com Pan-Thy-Monium, també han tingut una considerable influència; la data del sorgiment cal cercar-la, doncs, cap als inicis dels anys noranta.
El death metal progressiu es caracteritza pels freqüents canvis de sensació i de tempo, aconseguint una notable polirítmia; així com per l'ús alternat de veus guturals amb altres de netes. L'atmosfera aconseguida sol ser més propera al metal progressiu, però tot i això conserva la potència acústica pròpia del death metal. La temàtica també s'allunya de l'habitual en aquest subgènere, aquest cop per acostar-se més als temes filosòfics o personals. Alguns dels grups més representatius són Opeth, Pan-Thy-Monium, (All You Hate) i Theory in Practice.
Per acabar, cal assenyalar la freqüent mancança de distinció que hi ha entre aquest gènere i el death metal tècnic. Ambdós incorporen elements de la música progressiva i tècnica, així com d'altres gèneres com el jazz. La instrumentació d'ambdós és molt semblant, i fins i tot hi ha àlbums que han sigut catalogats alhora en ambdós gèneres, com Focus, de Cynic. No hi ha, doncs, una diferenciació clara.

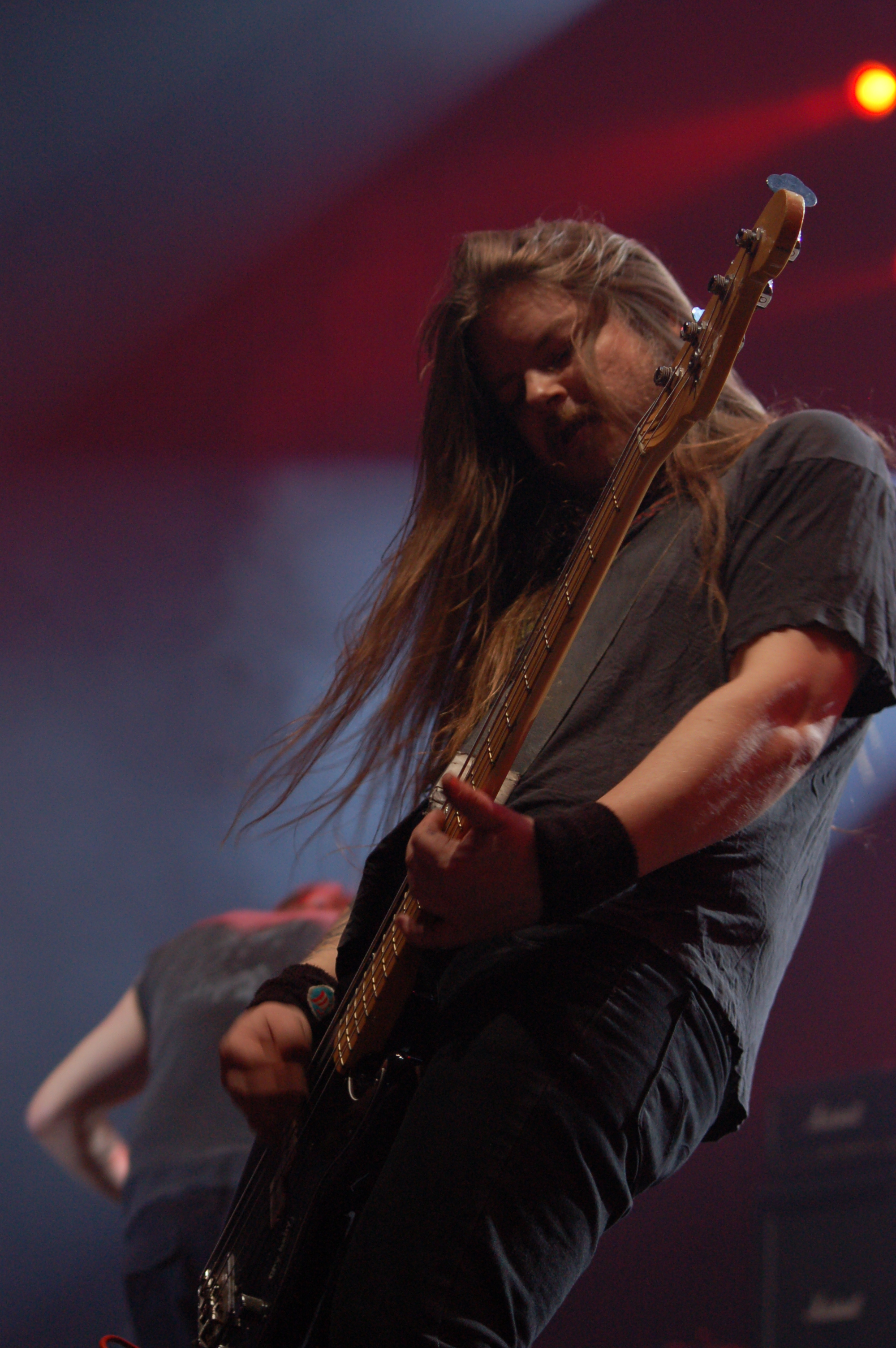
En Nico Elgstrand, d'Entombed.

### Death & roll
Death & roll és un terme emprat per descriure aquelles bandes que incorporen a les seues composicions elements inspirats en el rock and roll. La banda Entombed és l'associada generalment amb el sorgiment d'aquest estil, a través del seu àlbum de 1993 Wolverine Blues; tot seguit d'altres àlbums influients com els Soul Survivor i Chapter 13 de Gorefest.
Les característiques musicals del gènere són la combinació de les veus guturals i la distorsió de les guitarres del death metal amb elements dels clàssics del heavy metal i el hard rock dels anys 70. El gènere està representat per bandes com els ja abans esmentats Gorefest i Entombed, juntament amb altres com Six Feet Under.

## Bandes de death metal
- Amon Amarth[52]
- Arch Enemy[53]
- At the Gates[54]
- Cannibal Corpse[55]
- Children of Bodom[56][57]
- Dark Tranquillity[58]
- Devildriver[59][60]
- Entombed
- Haggard
- In Flames[61]
- Obituary
- Opeth[62]
- Sonic Syndicate[63]
- Vader
- Vital Remains[64]